# Réserve naturelle forestière de Rumonge
Réserve naturelle forestière de Rumonge är ett naturreservat i Burundi. Det ligger i provinsen Rumonge, i den sydvästra delen av landet, 70 kilometer söder om Burundis största stad Bujumbura.